# Rundkopf-Fledermausfisch
Der Rundkopf-Fledermausfisch (Platax orbicularis) lebt im Roten Meer und im Indopazifik von der Küste Ostafrikas bis Südafrika, Japan, Neukaledonien und Tuamotu.
Jungfische haben sehr lang ausgezogene Rücken- und Afterflossen und ähneln den treibenden Blättern (Mimikry) in ihrem Mangroven-Lebensraum. Bei ihnen dominiert die braune Färbung der drei senkrechten Bänder, die sich über dem Auge, vom vorderen Rücken zu den Brustflossen und von der Rückenflosse zur Afterflosse ziehen. Adulte Fische bekommen eine mehr diskusförmige Gestalt, die Flossen sind im Verhältnis zum Körper nicht mehr so hoch, der Körper wird silbergrau, die Bänder werden blasser. Sie leben weiter seewärts, in tieferen Lagunen, Riffkanälen und Außenriffen.
Rundkopf-Fledermausfische leben einzeln oder in kleinen Gruppen und ernähren sich von Algen, kleinen Wirbellosen. Sie fressen sowohl vom Boden als auch aus dem freien Wasser.